# Finale Europees kampioenschap voetbal vrouwen 2022
De finale van het Europees kampioenschap voetbal vrouwen 2022 werd gespeeld op zondag 31 juli 2022 in het Wembley Stadium te Londen tussen gastland Engeland en recordkampioen Duitsland. Engeland behaalde de eerste EK-titel uit zijn geschiedenis met een 2–1 zege door een doelpunt van Chloe Kelly in de verlenging en nam de titel over van Nederland, dat in 2017 in eigen land won. Engeland kwalificeerde zich voor de finale door met 4–0 van Zweden te winnen, Duitsland deed dat door met 2–1 van Frankrijk te winnen in de halve finales. Kateryna Monzoel leidde de slotwedstrijd van het EK.

## Organisatie
Op 3 december 2018 werd duidelijk de finale gespeeld zou gaan worden in het Wembley Stadium in Londen. Het was de eerste keer dat een wedstrijd van het EK voetbal vrouwen in het Wembley Stadium gespeeld wordt, maar bij de mannen werden eerder de WK-finale in 1966, en de EK-finales in 1996 en 2021 gespeeld op Wembley. Ook bij de mannen werden eerder de UEFA Champions Leaguefinales van 1963, 1968, 1971, 1978, 1992, 2011 en 2013 in het stadion gespeeld. Bij de Olympische Spelen werd in 1948 de finale van de mannen en in 2012 de finale van zowel de mannen als de vrouwen in het Wembley Stadium gespeeld. De finales van de Women's FA Cup worden sinds 2015 jaarlijks op Wembley gespeeld.
Op 29 juli 2022 werd duidelijk dat de Kateryna Monzoel de eerste Oekraïner werd die als scheidsrechter een finale op het EK voetbal vrouwen zou fluiten. Eerder werd zij aangesteld als de scheidsrechter bij de finales van de Champions League in 2014 en het WK 2015. Ook had zij eerder in haar carrière wedstrijden bij het mannenvoetbal gefloten; sinds 2016 in de Premjer Liha, in 2020 in de Nations League en in 2021 in de Europa League en Europa Conference League. Eerder op het toernooi leidde Monzoel al de groepswedstrijden tussen Spanje en Finland (4–1) en Oostenrijk en Noorwegen (1–0) en de kwartfinale tussen Zweden en België (1–0). Gedurende de wedstrijd werd zij geassisteerd door haar landgenoot Maryna Striletska, de Pool Paulina Baranowska en als vierde official de Française Stéphanie Frappart. Als videoscheidsrechter werd de Italiaan Paolo Valeri aangesteld, geassisteerd door zijn landgenoot Maurizio Mariani en de Nederlander Pol van Boekel.
Voorafgaand aan de finale trad de Britse zangeres Becky Hill op bij de openingsceremonie, gepresenteerd door Pepsi.

## Voorgeschiedenis

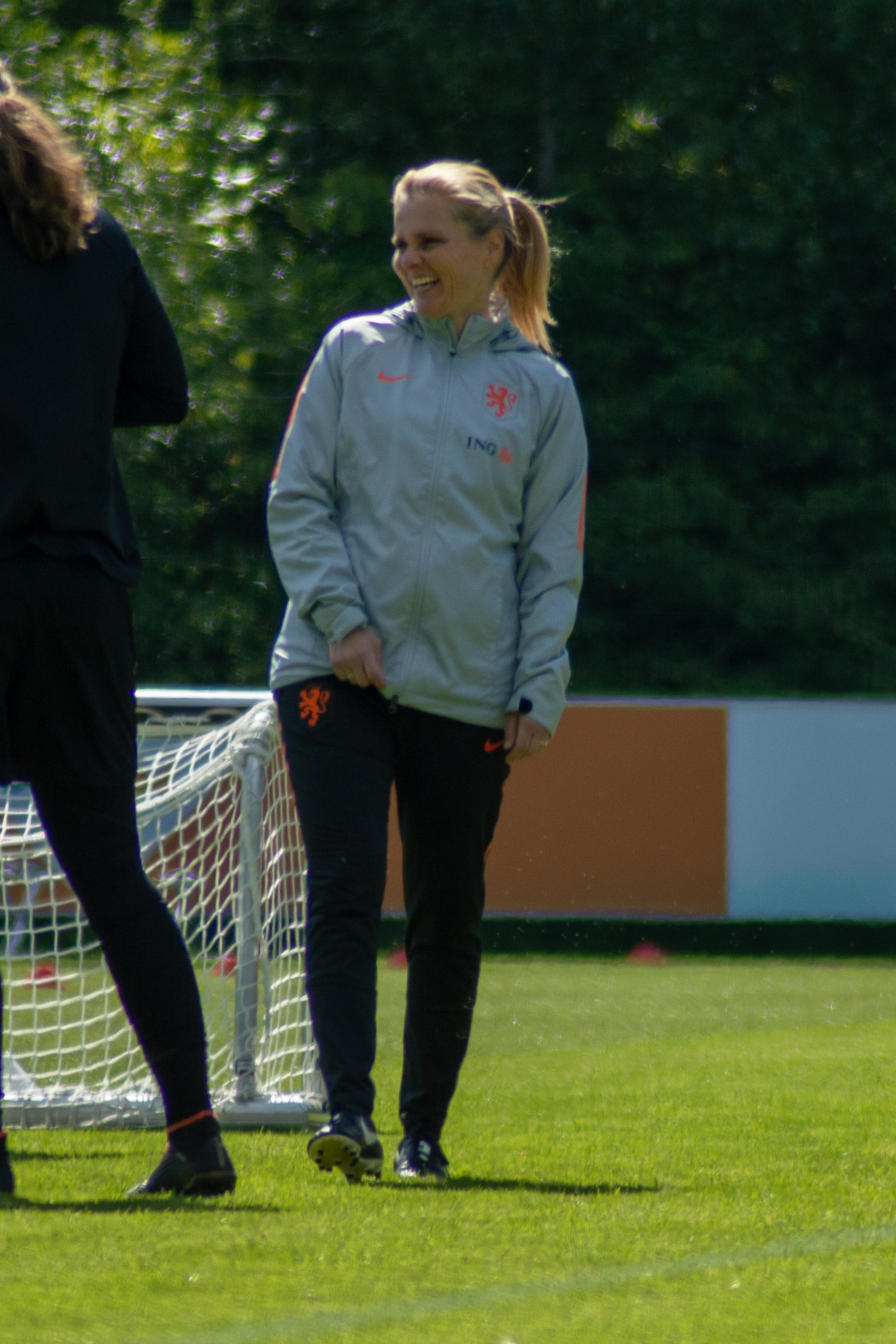
Sarina Wiegman won de vorige editie met Nederland.

Engeland stond tweemaal eerder in de finale van het EK, maar verloor beide keren. In 1984 was Zweden na een strafschoppenserie te sterk en in 2009 won Duitsland met 6–2. Duitsland won daarentegen alle acht EK-finales die het speelde: het won in 1989, 1991, 2005 en 2013 van Noorwegen, in 1995 en 2001 van Zweden, in 1997 van Italië en in 2009 van Engeland. Daarnaast stond Duitsland drie keer in een WK-finale; in 1995 werd er verloren van Noorwegen, maar in 2003 en 2007 wist Duitsland te winnen van Zweden en Brazilië. Bovendien won Duitsland in 2016 de finale van de Olympische Spelen tegen Zweden.
Engeland en Duitsland speelden 27 keer eerder tegen elkaar voorafgaand aan deze finale. Engeland won daarvan 2 wedstrijden, waaronder de laatste; een oefenwedstrijd in februari (3–1), Duitsland zegevierde 27 maal en 4 keer eindigde zo'n ontmoeting onbeslist. Eerder troffen Engeland en Duitsland elkaar op het EK in de halve finales van 1995, de groepsfase van 2001 en de finale van 2009. Alle vier die wedstrijden werden gewonnen door Duitsland. Op het WK troffen beide landen elkaar in de kwartfinale van 1995 (zege Duitsland) en de groepsfase van 2007 (gelijkspel).
De Nederlandse Sarina Wiegman won de EK-finale van 2017 met Nederland tegen Denemarken en werd de eerste coach die met twee verschillende landen de EK-finale wist te bereiken. In 2019 stond Wiegman met Nederland ook in de WK-finale, maar die ging verloren tegen de Verenigde Staten. Martina Voss won als speler met Duitsland de EK's van 1989, 1991, 1995 en 1997. In 2009 won Voss met FCR Duisburg de UEFA Cup.

## Weg naar de finale
| Pos | Team        | Wed | Ptn |
| --- | ----------- | --- | --- |
| 1   | Duitsland   | 8   | 24  |
| 2   | Oekraïne    | 8   | 15  |
| 3   | Ierland     | 8   | 13  |
| 4   | Griekenland | 8   | 7   |
| 5   | Montenegro  | 8   | 0   |

| Pos | Team          | Wed | Ptn |
| --- | ------------- | --- | --- |
| 1   | Engeland      | 3   | 9   |
| 2   | Oostenrijk    | 3   | 6   |
| 3   | Noorwegen     | 3   | 3   |
| 4   | Noord-Ierland | 3   | 0   |

| Pos | Team       | Wed | Ptn |
| --- | ---------- | --- | --- |
| 1   | Duitsland  | 3   | 9   |
| 2   | Spanje     | 3   | 6   |
| 3   | Denemarken | 3   | 3   |
| 4   | Finland    | 3   | 0   |

### Engeland

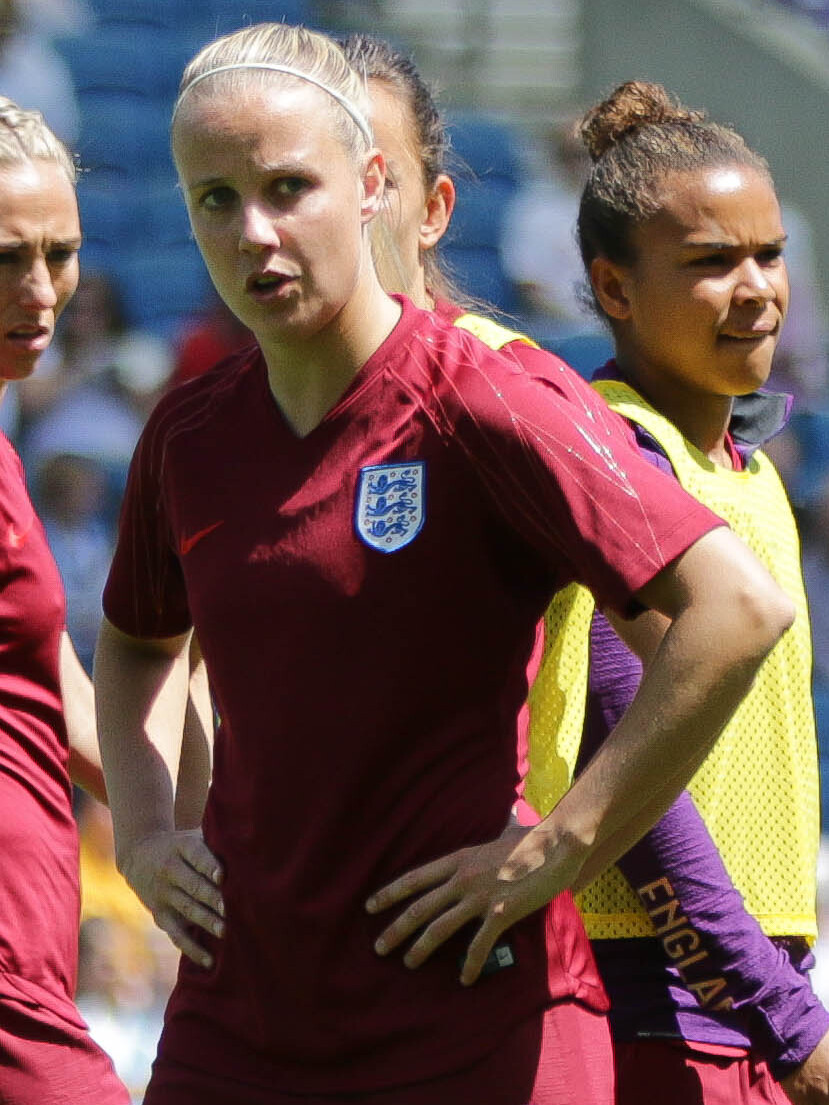
Beth Mead scoorde op weg naar de finale zes keer voor Engeland.

Engeland had zich als gastland automatisch gekwalificeerd voor het eindtoernooi. Bij de loting op 28 oktober 2021 werd duidelijk dat Oostenrijk, Noorwegen en Noord-Ierland zich bij Engeland in groep A voegden. De openingswedstrijd van het toernooi speelde Engeland tegen Oostenrijk op Old Trafford. Na een ruim kwartier gespeeld te hebben, kwam Engeland op een voorsprong. Na een pass van Fran Kirby volgde een borstaanname en lob over Manuela Zinsberger van Beth Mead. Carina Wenninger kon de bal pas te laat wegwerken. In de blessuretijd van de eerste helft stuitte Lauren Hemp nog op Zinsberger. Aan het eind van de wedstrijd moest Mary Earps nog een redding maken, maar het doelpunt van Mead bleef de enige van de avond en zodoende zegevierde Engeland. Vervolgens nam Engeland het in het Falmer Stadium op tegen Noorwegen. In de tiende minuut van de wedstrijd kreeg Engeland een strafschop, omdat Ellen White werd vastgehouden door Maria Thorisdottir. Georgia Stanway maakte gebruik van haar kans vanaf elf meter. Slechts drie minuten later kon Hemp gemakkelijk scoren achter haar standbeen na een pass van Mead. De grensrechter keurde het doelpunt in eerste instantie af wegens buitenspel, maar de videoscheidsrechter keurde het doelpunt goed. Nog voordat er een half uur gespeeld was, zorgde White voor een derde treffer, nadat ze Guro Pettersen passeerde na balverlies van Thorisdottir. Nog voor de rust volgden ook nog twee doelpunten van Mead, waarvan de eerste een kopbal na een voorzet van Hemp en de tweede na enkele passeerbewegingen, en een nieuw doelpunt van White, die ze kon binnenglijden op aangeven van Kirby. In de tweede helft zorgden ook nog een kopbal van Alessia Russo en een intikker in de rebound van Mead, die daarmee haar hattrick completeerde, voor doelpunten. Tussendoor raakte Alex Greenwood de lat. Door de 8–0 zege, de grootste in de geschiedenis van het EK, was Engeland al zeker van de groepswinst. De laatste groepswedstrijd tegen Noord-Ierland in St. Mary's was dus minder van belang. In die wedstrijd was bondscoach Sarina Wiegman wegens een besmetting met COVID-19 afwezig. Vroeg in de wedstrijd draaide de videoscheidsrechter een beslissing om een strafschop aan Engeland te geven om. Vijf minuten voor de rust opende Kirby de score met een schot in de bovenhoek vanaf de rand van het strafschopgebied. Enkele minuten later verdubbelde Mead de voorsprong na het uitkappen van een Noord-Ierse verdedigster. Snel na de rust kopte Russo de 3–0 binnen en even later scoorde zij opnieuw. Het laatste doelpunt viel een kwartier voor het eindsignaal, toen Kelsie Burrows de bal weg wilde werken, maar in eigen doel schoot. Zo pakte Engeland in de groepsfase 9 punten met een doelsaldo van +14.
In de kwartfinales was Spanje als de nummer 2 van groep B de tegenstander in het Falmer Stadium. In de 37ste minuut dacht White gescoord te hebben, maar de treffer werd niet toegekend wegens buitenspel. In de tweede helft kreeg Engeland voor het eerst op het toernooi te maken met een tegendoelpunt en ook met een achterstand. Athenea del Castillo legde de bal terug op Esther Gonzalez, die vervolgens kon scoren. In de minuten die volgden, ontstond er gevaar aan beide kanten van het veld. In de 84ste minuut wist Engeland de gelijkmaker te maken. Invalster Russo wist een voorzet met haar hoofd klaar te leggen voor andere invalster Ella Toone, die de bal naast Sandra Paños in het doel tikte. Doordat beide landen in negentig minuten één keer scoorden, moest er een verlenging gespeeld worden. Zes minuten na de start van de verlenging scoorde Stanway met een uithaal van buiten het strafschopgebied. Spanje wist niet meer te scoren en dus mocht Engeland het in de halve finales op Bramall Lane opnemen tegen Zweden. Negentien seconden na de aftrap werd Sofia Jakobsson al gestuit door Earps in de zoektocht voor een Zweedse openingstreffer. In de negende minuut was Zweden opnieuw dichtbij, toen de lat werd geraakt. Toch was het Engeland dat de score opende. In de 34ste minuut mislukte in eerste instantie een voorzet van Hemp op White, maar nadat Lucy Bronze de bal oppikte en voorgaf, wist Mead het net te vinden. Ruim twee minuten na de rust scoorde Bronze met een kopbal uit een hoekschop, waardoor Engeland de score verdubbelde. Nadat Hemp de lat raakte en Earps moest redden op een doelpoging van Stina Blackstenius, wist Engeland met een 4–0 zege overtuigend de finale te behalen met doelpunten van Russo, met een hakbal door de benen van doelverdedigster Hedvig Lindahl, en Kirby, van afstand over Lindahl heen.

### Duitsland

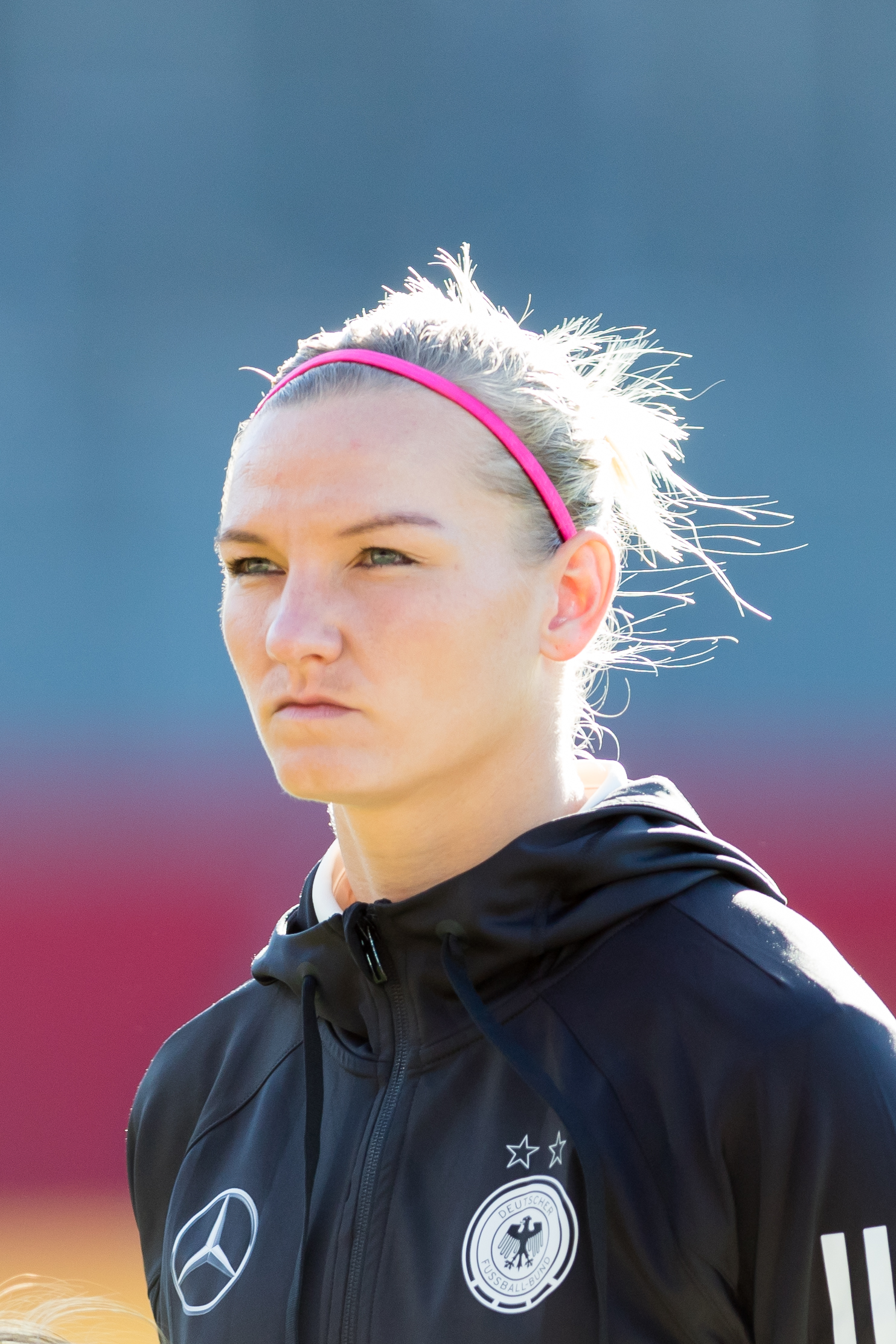
De Duitse aanvoerster Alexandra Popp scoorde in elke wedstrijd richting de finale.

Duitsland kwalificeerde zich voor de eindronde door alle acht wedstrijden in de kwalificatiereeks te winnen, tegen Oekraïne, Ierland, Griekenland en Montenegro. Bij het eindtoernooi werd Duitsland ingeloot in groep B, met Denemarken, Spanje en Finland. De eerste groepswedstrijd speelde Duitsland tegen Denemarken in het Brentford Community Stadium. In de tiende minuut stuitte Felicitas Rauch op de lat. Drie minuten later deed zij dat opnieuw, waarna Lea Schüller in de rebound op de paal kopte en Lina Magull in een nieuwe rebound naast schoot. Magull stuitte weer vijf minuten later op Lene Christensen. Na twintig minuten scoorde zij wel door te profiteren van balverlies van Stine Ballisager Pedersen. Verder in de eerste helft waagde Signe Bruun een doelpoging voor de Denen. In de tweede helft kopte Schüller de tweede Duitse treffer binnen uit een hoekschop, terwijl Christensen miszat. In het laatste kwartier van de wedstrijd voegde Duitsland er doelpunten van Lena Lattwein, die alle ruimte had om in de korte hoek raak te schieten, en Alexandra Popp met een snoekduik aan toe. In de tweede groepswedstrijd, ook in Brentford, was voor Duitsland Spanje de tegenstander. Al vroeg in de wedstrijd schoof Sandra Paños de bal in de voeten van Klara Bühl, die dat afstrafte met een doelpunt. Tien minuten voor de rust kopte Popp raak uit een hoekschop. Later in de wedstrijd werd Spanje nog gevaarlijk, maar kon Duitsland de wedstrijd uitspelen zonder een treffer te incasseren. Zo plaatste Duitsland zich al voor de kwartfinales en werd de laatste groepswedstrijd tegen Finland in het Stadium MK gespeeld om de groepswinst definitief veilig te stellen. In de eerste helft kreeg Duitsland meerdere kansen en pakte het de voorsprong toen Sophia Kleinherne binnenkopte. Snel in de tweede helft kopte ook Popp raak namens Duitsland. Nicole Anyomi zette met de 3–0 de eindscore op het bord.
In de kwartfinales, opnieuw in Brentford, nam Duitsland het op tegen Oostenrijk, de nummer 2 uit groep A. In de dertiende minuut kopte Marina Georgieva namens Oostenrijk op de paal. Na 25 minuten kwam Duitsland op een voorsprong. Bühl legde de bal terug op Magull, die de bal in het Oostenrijkse doel kon binnenschuiven. In de 53ste minuut raakte Barbara Dunst van Oostenrijk van grote afstand de lat. Enkele minuten later raakte Sarah Puntigam namens de Oostenrijkers de paal. Duitsland wilde de spanning laten afnemen door de 2–0 te maken. Bühl raakte de lat in de 78ste minuut en schoot vier minuten later naast, maar in de slotfase was het wel raak voor Duitsland. Manuela Zinsberger schoot de bal tegen Popp aan en via haar stuiterde de bal in het doel. Vervolgens nam Duitsland het in de halve finales in het Stadium MK op tegen Frankrijk. Halverwege de eerste helft moest een vrije trap van Popp gekeerd worden door Pauline Peyraud-Magnin. In de veertigste minuut was Popp wel trefzeker, omdat zij Ève Périsset te slim af was en een voorzet van Huth binnenschoot. Toch gingen beide teams rusten met een gelijke stand, omdat Duitsland zijn eerste tegentreffer van het toernooi incasseerde. Kadidiatou Diani raakte van afstand de paal, maar via de rug van Merle Frohms eindigde de bal in het doel. Selma Bacha en Wendie Renard kregen kansen om Frankrijk zelfs op een voorsprong te zetten, maar een kwartier voor tijd kopte Popp Duitsland op een voorsprong. Geen van beide teams wist later nogmaals het net te vinden en dus plaatste Duitsland zich voor de eindstrijd.

## Wedstrijd

### Details
|                                          |                      |                      |            | |
| 31 juli 2022 17:00 (UTC+1) 18:00 (UTC+2) | Engeland             | 2 – 1 (n.v.) (0 – 0) | Duitsland  | Stadion: Wembley Stadium, Londen Toeschouwers: 87.192 Scheidsrechter: Kateryna Monzoel Video-assistent: Paolo Valeri Speler van de wedstrijd: Keira Walsh |
| 31 juli 2022 17:00 (UTC+1) 18:00 (UTC+2) | Toone 62' Kelly 110' | Verslag UEFA         | 79' Magull | Stadion: Wembley Stadium, Londen Toeschouwers: 87.192 Scheidsrechter: Kateryna Monzoel Video-assistent: Paolo Valeri Speler van de wedstrijd: Keira Walsh |
| 31 juli 2022 17:00 (UTC+1) 18:00 (UTC+2) |                      |                      |            | Stadion: Wembley Stadium, Londen Toeschouwers: 87.192 Scheidsrechter: Kateryna Monzoel Video-assistent: Paolo Valeri Speler van de wedstrijd: Keira Walsh |
| 31 juli 2022 17:00 (UTC+1) 18:00 (UTC+2) |                      |                      |            | Stadion: Wembley Stadium, Londen Toeschouwers: 87.192 Scheidsrechter: Kateryna Monzoel Video-assistent: Paolo Valeri Speler van de wedstrijd: Keira Walsh |
|                                          |                      |                      |            | |

| Engeland | Duitsland |

| DM             | 01 | Mary Earps       |          |
| RA             | 02 | Lucy Bronze      |          |
| CV             | 06 | Millie Bright    |          |
| CV             | 08 | Leah Williamson  |          |
| LA             | 03 | Rachel Daly      | 88'      |
| CM             | 10 | Georgia Stanway  | 23' 88'  |
| CM             | 04 | Keira Walsh      |          |
| RB             | 07 | Beth Mead        | 63'      |
| AM             | 14 | Fran Kirby       | 55'      |
| LB             | 11 | Lauren Hemp      | 120'     |
| SP             | 09 | Ellen White      | 24' 55'  |
| Wisselspelers: |    |                  |          |
| DM             | 13 | Hannah Hampton   |          |
| DM             | 21 | Ellie Roebuck    |          |
| VD             | 05 | Alex Greenwood   | 88'      |
| VD             | 12 | Jess Carter      |          |
| VD             | 15 | Demi Stokes      |          |
| VD             | 22 | Lotte Wubben-Moy |          |
| MV             | 16 | Jill Scott       | 88'      |
| AV             | 17 | Nikita Parris    | 120'     |
| AV             | 18 | Chloe Kelly      | 63' 111' |
| AV             | 19 | Bethany England  |          |
| AV             | 20 | Ella Toone       | 55'      |
| AV             | 23 | Alessia Russo    | 55' 100' |
| Coach:         |    |                  |          |
| Sarina Wiegman |    |                  |          |

| DM             | 01 | Merle Frohms      |          |
| RA             | 15 | Giulia Gwinn      |          |
| CV             | 03 | Kathrin Hendrich  |          |
| CV             | 05 | Marina Hegering   | 103'     |
| LA             | 17 | Felicitas Rauch   | 40' 113' |
| CM             | 20 | Lina Magull       | 91'      |
| CM             | 06 | Lena Oberdorf     | 57'      |
| CM             | 13 | Sara Däbritz      | 73'      |
| RB             | 09 | Svenja Huth       |          |
| SP             | 07 | Lea Schüller      | 57' 67'  |
| LB             | 22 | Jule Brand        | 46'      |
| Wisselspelers: |    |                   |          |
| DM             | 12 | Almuth Schult     |          |
| DM             | 21 | Ann-Katrin Berger |          |
| VD             | 02 | Sophia Kleinherne |          |
| MV             | 04 | Lena Lattwein     | 113'     |
| MV             | 08 | Sydney Lohmann    | 73'      |
| MV             | 23 | Sara Doorsoun     | 103'     |
| AV             | 10 | Laura Freigang    |          |
| AV             | 14 | Nicole Anyomi     | 67'      |
| AV             | 16 | Linda Dallmann    | 91'      |
| AV             | 18 | Tabea Sellner     | 46'      |
| Coach:         |    |                   |          |
| Martina Voss   |    |                   |          |

### Statistieken
| [ 20 ]             | Engeland | Duitsland |
| ------------------ | -------- | --------- |
| Doelpunten         | 2        | 1         |
| Gele kaarten       | 4        | 3         |
| Rode kaarten       | 0        | 0         |
| Wissels            | 6        | 6         |
| Schoten op doel    | 8        | 4         |
| Schoten naast doel | 5        | 12        |
| Overtredingen      | 20       | 22        |
| Hoekschoppen       | 8        | 7         |
| Buitenspel         | 2        | 1         |
| Balbezit (%)       | 50       | 50        |

## Trivia
- Met 87.192 toeschouwers werd deze wedstrijd de best bezochte wedstrijd ooit op een Europees kampioenschap voetbal.
- Dit was de eerste finale van het EK voetbal vrouwen waarin een verlenging gespeeld werd sinds 2001.
- Duitsland verloor voor het eerst in negen finales op het EK voetbal vrouwen.
- Engeland werd door het doelpunt van Kelly het eerste team ooit die het lukte om op een EK voetbal minstens 22 keer te scoren.
- Engeland werd het vijfde land ooit dat een finale van het EK voetbal vrouwen wist te winnen, na Duitsland (8×), Noorwegen (2×), Zweden en Nederland.
- Sarina Wiegman werd door de Engelse zege de eerste coach die met twee verschillende landen de finale van het een EK voetbal wist te winnen en tevens de eerste coach die het EK voetbal vrouwen wist te winnen met een ander land dan die van haar nationaliteit.